# Головчицкий сельсовет (Брестская область)
Головчицкий сельсовет — упразднённая административная единица на территории Дрогичинского района Брестской области Республики Беларусь.

## История
В сентябре 2013 года населённые пункты сельсовета — д. Галик, д. Ямник, д. Осиповичи, д. Хомичицы, д. Новоселки переданы вновь образованному Антопольскому сельсовету. Остальные населённые пункты переданы в состав Закозельского сельсовета Дрогичинского района.

## Состав
В состав сельсовета входят 1 агрогородок и 9 деревень:
| Населённый пункт | Статус      | СОАТО         | Координаты                      |
| ---------------- | ----------- | ------------- | ------------------------------- |
| Галик            | деревня     | 1 220 820 016 | 52°05′16″ с. ш. 24°56′17″ в. д. |
| Головчицы        | агрогородок |               |                                 |
| Дятловичи        | деревня     | 1 220 820 026 | 52°07′31″ с. ш. 24°55′06″ в. д. |
| Корсунь          | деревня     | 1 220 820 031 | 52°10′30″ с. ш. 24°53′45″ в. д. |
| Новосёлки        | деревня     | 1 220 820 036 | 52°06′51″ с. ш. 24°49′32″ в. д. |
| Осиповичи        | деревня     | 1 220 820 041 | 52°08′15″ с. ш. 24°48′51″ в. д. |
| Пигановичи       | деревня     | 1 220 820 046 | 52°11′05″ с. ш. 24°57′09″ в. д. |
| Толково          | деревня     | 1 220 820 051 | 52°11′39″ с. ш. 24°55′17″ в. д. |
| Хомичицы         | деревня     | 1 220 820 056 | 52°09′03″ с. ш. 24°45′41″ в. д. |
| Ямник            | деревня     | 1 220 820 061 | 52°05′41″ с. ш. 24°53′28″ в. д. |